# Michael Socha
Michael Robert Socha (ur. 13 grudnia 1987 w Derby) – brytyjski aktor, znany głównie z ról w filmach To właśnie Anglia (This is England) i Summer, a także z seriali This Is England '86, This Is England '88 oraz Być człowiekiem (Being Human).

## Życiorys

### Wczesne lata
Urodził się w Littleover, dzielnicy miasta Derby, w rodzinie pochodzenia polskiego, irlandzkiego i włoskiego jako syn Kathleen „Kath” T. (z domu Lyons) i Czesława Roberta Sochy. Ma młodszą siostrę Lauren Marie (ur. 9 czerwca 1990), również aktorkę, występującą w serialu Wyklęci. Michael dorastał w Littleover na przedmieściach Derby i uczęszczał do St Benedict Catholic School. W wieku 12 lat otrzymał rolę w lokalnym przedstawieniu Bugsy Malone po tym, jak jego matka zobaczyła ogłoszenie o przesłuchaniu w gazecie. Edukację kontynuował w Burton College.

### Kariera
Przełomową rolą w jego karierze była rola chuligana Harveya w dramacie o subkulturze skinheadów To właśnie Anglia (This is England, 2006). W dramacie Summer (2008), uhonorowanym szkocką nagrodą BAFTA, z Robertem Carlyle’em, zagrał postać Daniela. Wystąpił potem jako Mike w dramacie Lepsze rzeczy do roboty (Better Things, 2008), nagrodzonym Złotą Kamerą na Festiwalu Filmowym w Cannes, jako Jim w komediodramacie Publiczny seks (Dogging: A Love Story, 2009) u boku Luke’a Treadawaya oraz jako Ryan w trzech odcinkach serialu medycznego BBC One Na sygnale (Casuality).
W lutym 2009 zadebiutował w teatrze, występując na scenie Nottingham Playhouse w komedii Glamour.
Pomimo początkowego sukcesu, Socha przez większość 2009 i początek 2010 nie dostawał zbyt wielu propozycji. Przełom nastąpił, gdy Shane Meadows poprosił go o ponowne zagranie roli Harveya, tym razem w czteroczęściowym serialu telewizyjnego dla Channel 4. Serial This is England ’86 opowiada o życiu bohaterów filmu trzy lata po zakończeniu jego akcji. Serial pojawił się na antenie we wrześniu 2010 roku. W tym samym roku Michael pojawił się w jednym odcinku telewizyjnej komedii Ślubnie, nieślubnie, inaczej (Married Single Other, 2010) oraz w filmie Bonded by Blood. Pojawił się również w specjalnym, świątecznym odcinku This is England oraz zagrał w teledysku z amerykańską piosenkarką soulową Lauren Pritchard. W 2011 zagrał w serialu Być człowiekiem (Being Human), wcielając się w rolę młodego wilkołaka, Toma McNaira. Socha awansował z występów gościnnych do głównej obsady w czwartym sezonie Being Human po tym, jak poprzednia główna obsada opuściła serial. Seria czwarta Being Human miała premierę w lutym 2012 roku. W międzyczasie Michael wystąpił w teledysku do piosenki Seen It All Jake’a Bugga. Od października 2013 do kwietnia 2014 grał Szkarłatnego Willa/Waleta Kier w serialu Once Upon a Time in Wonderland, spin-offie Dawno, dawno temu. Zagrał również w filmie Chrisa Coghilla Spike Island.

## Życie prywatne
Ze związku z Faye Ray ma syna Elisa Michaela.